# Irán Lovera
Irán del Socorro Lovera Balaustren (Guacara, 14 de junio de 1972) es una  actriz de televisión, teatro y cine, comediante, locutora y productora venezolana. Es conocida por haber interpretado a los personajes de La Cachi, Sonia del Carmen Ventura, Compota y otros, en los programas de humor ¡Qué Locura! y El Show del Vacilón.

## Carrera
Ha intervenido como actriz y comediante desde el año 2000, en Series de televisión del género Comedia y Humor blanco entre los cuales se destacan Cheverísimo, ¡Qué Locuras! y El Show del Vacilón, donde interpretó a los personajes La Cachi, Compota, Luisa y otros personajes.
También se ha destacado como actriz y productora de cine, con uno de sus proyectos más conocidos es «¡Qué Detectives!», donde compartió caracterización con su compañero y actor dominicano-venezolano Moncho Martínez.

## Personajes

### La Cachi
La Cachi es una asistente de cocinas y empleada del chef"internacional" Ermo; La cual siempre es maltratada físicamente y verbalmente por su jefe quien siempre la discrimina, la golpea y trata muy mal sin darle importancia a ella. La Cachi inicialmente sufría de obesidad mórbida por lo cual su jefe la llamaba "Cara E' Cachapa" y Gorda.
La apariencia de La Cachi es la de una chef con su uniforme, un delantal y cabellos negros recogidos en dos trenzas, A partir del 2005 sufre un cambio de apariencia esta vez el personaje es más Delgado debido a la baja de peso de Lovera para mejorar su salud, argumentando que La Cachi esta flaca porque Ermo se fue a Margarita a vender ceviches y Rompe colchones, dejándola pasando hambre.

### Compota
Compota  es la esposa del personaje El Pecas, al comienzo del programa ella realiza un saludo eléctrico junto a su marido, pero es una mujer con problemas psicológicos y que necesita de terapia de pareja, ella siempre termina sufriendo y enloqueciendo de ataques de celos hacia su marido (Y viceversa) que la convierten en una persona problemático, manipuladora y violenta.
Compota también coquetea con todo hombre apuesto que ve enloqueciendo también a su marido, ella viste un vestido amarillo, largas medias Rojas y utiliza una peluca rubia con niños azules.

### Sonia del Carmen Ventura
Sonia del Carmen Ventura es una mujer de personalidad estrambótica, siempre habla a una velocidad impresionante y es la esposa de Leonel Ventura, ambos siempre van al Talk Show de la Dra. Machado a resolver sus problemas de matrimonio los cuales siempre ocurren a consecuencia de que su marido vende perros calientes.

### Luz
Luz es una mujer que practica la brujería y dotada de habilidades psíquicas, trabaja junto al astrólogo Ricardo, ella siempre ve el lado bueno a las fuertes y agobiantes aptitudes de Ricardo. Ella practica maleficios con caraotas  (frijoles) y amuletos.

### Luisa
Luisa es la presentadora del programa de televisión "El show de Luisa" donde uno de sus invitados llamado, Arquímedes lleva al programa una marca de productos de belleza nocivos para la salud.

## Trayectoria

### Cine
| Año  | Título                 | Rol         |
| ---- | ---------------------- | ----------- |
| 2018 | El Hijo del Presidente | Mamá Carmen |
| 2012 | ¡Qué Detectives!       | La esposa   |

### Televisión
| Año           | Título                 | Rol                      |
| ------------- | ---------------------- | ------------------------ |
| 1998- 2002    | ¿Cuánto vale el show?  | Productora               |
| 2000-presente | ¡Qué Locuras!          | Varios                   |
| 2002-2010     | Cheverísimo            | Varios                   |
| 2003-2012     | La guerra de los sexos | Participante             |
| 2006-2007     | Ciudad Bendita         | Amelis                   |
| 2009          | El Precipicio          | Sonia del Carmen Ventura |
| 2012-presente | El Show del Vacilón    | Varios                   |

### Teatro
- ¡Que locura de amor! (2015)
- El Show de vivas: El musical del amor (2013-2014)
- Anoche no dormí (2013)
- Sonia del Carmen: Entre salchicha y machete (2009 - 2014)
- Fabiola abusadorcita (2005)